# Xantato
Lo xantato è l'anione dell'acido xantico, (da cui deriva per perdita di un atomo d'idrogeno). Con tale termine si indicano anche i sali e gli esteri dell'acido xantico.
Non è raccomandato l'uso di questo termine dall'IUPAC.